# マウロ・ガルバノ
マウロ・ガルバノ（Mauro Galvano、1964年3月30日 - ）は、イタリアのプロボクサー。ローマ県フィウミチーノ出身。元WBC世界スーパーミドル級王者。

## 来歴
アマチュア時代は1984年のミドル級で国内王者、1985年はライトヘビー級で国内王者になった経験を持っている。
1986年2月26日、ライトヘビー級のウェイトでプロデビューを果たし4回TKO勝ちを収め白星でデビューを飾った。
1986年4月19日、ジョセフ・カッソンゴと対戦し6回判定勝ちを収めた。
1986年10月24日、ビアギオ・ヴァレフオコと対戦し6回引き分けに終わった。
1987年10月31日、ミッチェル・モウコーリーと対戦し4回TKO勝ちを収めた。
1988年9月14日、フリオ・アベル・ゴンサレスと対戦し8回判定勝ちを収めた。
1988年11月19日、イタリアライトヘビー級王者ムウェフ・ベーヤと対戦し12回引き分けに終わり王座獲得に失敗した。
1989年6月9日、イタリアライトヘビー級王者ムウェフ・ベーヤと7ヶ月ぶりに再戦したが初黒星となる12回1-2の判定負けを喫しまたしても王座獲得に失敗した。
1989年12月20日、ジャン・パウル・ロウクスと対戦し8回判定勝ちを収めた。
1990年3月31日、EBUヨーロッパスーパーミドル級王者マーク・カイラーと対戦し12回3-0(116-115、後の2者は不明)の判定勝ちを収め王座獲得に成功した。
1990年12月15日、モンテカルロのサル・デゼトワールでダリオ・ウォルター・マッティオーニとシュガー・レイ・レナードの返上で空位となったWBC世界スーパーミドル級王座決定戦を行い、12回3-0(2者が114-113、117-113)の判定勝ちを収め王座獲得に成功した。
1991年7月27日、ロン・エッセットと対戦し12回3-0(116-114、117-115、118-115)の判定勝ちを収め初防衛に成功した。
1991年11月23日、ラモン・フロレンシオ・ラモスと対戦し10回判定勝ちを収めた。
1992年2月6日、ファン・カルロス・ヒメネス・フレイラと対戦し12回3-0(115-114、119-115、116-114)の判定勝ちを収め2度目の防衛に成功した。
1992年10月3日、ナイジェル・ベンと対戦し4回TKO負けを喫し3度目の防衛に失敗し王座から陥落した。
1993年11月26日、後のWBC世界スーパーミドル級王者ビンチェンツオ・ナルディエッロとEBUヨーロッパスーパーミドル級王座決定戦を行い、12回判定負けを喫し3年8ヶ月ぶりの王座返り咲きに失敗した。
1994年3月17日、フレデリック・セイリラーと対戦し10回判定負けを喫した。
1994年8月24日、ユーリ・クレストフとIBFインターナショナルライトヘビー級王座決定戦を行い、7回TKO勝ちを収めた。
1995年7月8日、ヘンリー・ワールトンとEBUヨーロッパスーパーミドル級王座決定戦を行い、4回KO負けを喫し5年4ヶ月ぶりの王座返り咲きに失敗した
1996年7月5日、フレデリック・セイリラーと2年4ヶ月ぶりの再戦となるEBUヨーロッパスーパーミドル級王座決定戦を行い、12回判定負けを喫し6年4ヶ月ぶりの王座返り咲きに失敗した。
1997年3月15日、アンドレイ・シャカリコブとEBUヨーロッパスーパーミドル級王座決定戦を行い、8回TKO負けを喫し7年ぶりの王座返り咲きに失敗し現役を引退した。

## 獲得タイトル
- EBUヨーロッパスーパーミドル級王座
- WBC世界スーパーミドル級王座（防衛2）
- IBFインターナショナルライトヘビー級王座